# Nurol Ejder
El Ejder ("Dragon") es un transporte blindado de tropas diseñado en Turquía únicamente como prototipo, derivado de la cooperación conjunta entre Rumania y Turquía para el desarrollo de un TPB común, pero que nunca se concretó. Ante su escasez de medios blindados, el alto mando militar de Georgia en el 2006 procede a realizar primero la solicitud y posterior compra de 27 unidades de manera rápida para sus operaciones GEOBAT en Afganistán, las cuales son entregadas en el transcurso del año 2007.

## Historia
El Transporte blindado de personal Nurol Ejder (dragón) se inicia como un desarrollo primero de un conjunto de compañías como RATMIL Regie Automoma S.A. de Rumania y de una de las filiales de Otokar Karosanyi A.S., Nurol Makina como un desarrollo privado y derivado del  anterior vehículo y como resultado de la cooperación para la construcción junto a Rumania de un TPB moderno en el diseño exterior y motorización, componentes que comparte inicialmente con el transporte RN-94. Después de severas objeciones, el RN-94 no es aceptado en el servicio en Turquía, sin embargo; Nurol Makina usó parte de la experiencia adquirida en el desarrollo de este TPB para desarrollar su propio Blindado.

## Descripción
Como un derivado del RN-94 y parte de este usado en su construcción, el TPB exhibe un diseño bastante  acajonado, con laterales inclinados máximo 30 o 40 grados, para afrontar posibles impactos de armas de calibre intermedio.
Su nivel de blindaje es acorde a los estnándares internacionales en la materia, del tipo STANAG 4569 Lv.4, siendo similar al de otros blindados equivalentes en su clase de misión.
Su habitáculo es mucho más amplio que el de los TPB's al servicio de Georgia, ya que puede alojar a 10 soldados con su pertrecho.
Su transmisión puede ser configurada en dos modelos: Una de tracción de 6x6 y otra de tracción 4x4, con ambas pudiéndosele adaptar la capacidad de vadeo de obstáculos de hasta 60° de inclinación, así mismo, el casco está abovedado para soportar la detonación de explosivos y/o minas terrestres (hasta de 10 kg).

### Protección
El blindaje del Ejder puede tolerar el impacto de armas de pequeño y mediano calibre (de 7.62 mm con capacidades perforantes), y el arco frontal provee protección frente a impactos de cañones de calibre intermedio (desde 14.5 mm hasta 20 mm). Este blindado en su casco puede soportar el impacto de una onda explosiva ocasionada por un artefacto con hasta 10 kg de carga. La protección puede ser mejorada con la adición de kits de blindaje modular sobre el casco de ser requerido. El vehículo puede ser equipado con sistemas de supresión automática de incendios, así mismo el equipo de contramedidas ABQ solamente es ofrecido como una opción.

### Armamento
Este TPB puede llevar cualquier conjunto de armas ofrecido en el mercado actualmente, del tipo automáticas y/o semi-automáticas, los que se instalarán de acuierdo a lo solicitado por el operador. El vehículo de serie va equipado con un afuste a control remoto para una ametralladora calibre 7.62-mm y un afuste para un cañón semiautomático de calibre 40-mm, o a su vez para un lanzagranadas del mismo calibre, el Ejder puede incluso soportar el montaje de cañones hasta calibre 90 mm como su sistema de armas principal.

## Versiones
Según los reportes, las versiones del Ejder incluyen:
- Transporte de tropas.
- Vehículo de reconocimiento.
- Vehículo de reconocimiento para entornos de guerra atómica, química y/o biológica (ABQ).
- Carro de bomberos.
- Transporte de sistemas anticarro.
- Vehículo de combate de infantería.
- Portamortero.
- Vehículo de comando.
- Vehículo de recuperación.
- Vehículo de Evacuación Médica.
- Vehículo de ingenieros.

## Usuarios

### Ejder (6x6)
- Georgia - 80

La República de Georgia adquirió un primer lote de 27 unidades en el 2008. En algunas variantes se porta como arma principal un cañón Fiat de calibre 25 mm. Georgia es el primer país en desplegar el Ejder en servicio, con 80 unidades en servicio actualmente.

### Yalçın (4×4)
- Hungría

7
- Senegal

Gendarmería Nacional — 25 adquiridos en febrero de 2018, las primeras entregas se hicieron en el 2018.
- Túnez

70 ordenados
- Marruecos
30 ordenados

- Turquía

400
- Uzbekistán

1,024 ordenados
- Catar

400 ordenados

### Vehículos similares
- Pandur II
- ASLAV
- Boxer MRAV
- LAV-25
 LAV III
 AVGP
- MOWAG Piranha
- Patria AMV
- VBM Freccia
 Centauro B1
- TAB-71
 TAB-77
 TABC-79
 RN-94
- BTR-90
- Rooikat
- FNSS PARS
- BTR-3
 BTR-4
- BTR-60
 BTR-70
 BTR-80
- Stryker
 M1128 Mobile Gun System